# Tsukiji

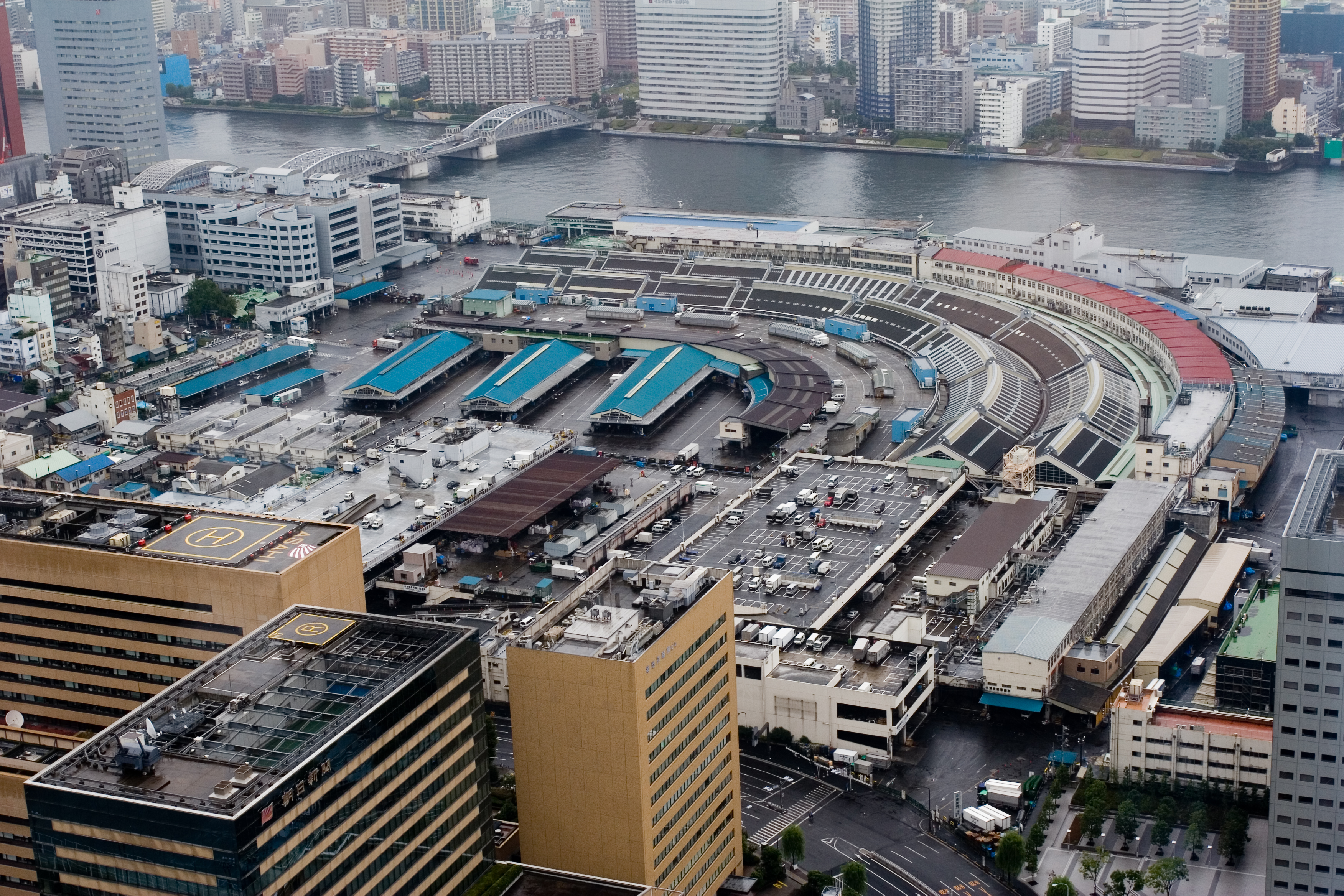
Mercado de peixes de Tsukiji

Tsukiji (築地) é um distrito de Chuo, Tóquio, Japão, o local que abriga o mercado de peixes de Tsukiji. Literalmente significando "aterramento marítimo", ele situa-se perto do Rio Sumida no aterramento marítimo da Baía de Tóquio no século XVIII, durante o período Edo.
Há também distritos chamados de Tsukiji nas cidades de Kobe e Amagasaki, na província de Hyogo, embora nenhuma delas seja tão conhecida como o de Tóquio.

## História
Tsukiji foi construído em um aterramento marítimo onde anteriormente era um pântano junto ao delta do Rio Sumida. Durante o período Tokugawa, as terras das caras escavações do fosso e canal feitas pelo xogunato eram sistematicamente usadas para encher os pântanos junto ao rio, criando novos distritos comerciais e casas de frente para o rio.
O grande incêndio de Meireki de 1657 destruiu mais de dois terços dos prédios de Edo, incluindo o templo Hongan-ji em Asakusa, a enorme sede da região de Kanto da seita Jōdo Shinshū.  Como resultado, o local do templo foi realocado para Tsukiji, onde muitos dos residentes próximos ao Tsukudajima foram úteis em sua reconstrução. Um grande número de templos também foram erguidos onde hoje se situa o mercado exterior. Além disso, muitas residências privadas para samurais e senhores feudais foram construídas à margem sul de Tsukiji.
Em 1869, Tsukiji foi designada como uma área residencial aprovada para estrangeiros. Como o assentamento estrangeiro de Yokohama, aberto em 1859, já havia se tornado um centro para atividades comerciais e comércio internacional, Tsukiji cresceu mais como um foco para a educação, assistência médica e obras de missões cristãs. Classes e instalações de estudo antigas da Universidade Keio, Universidade Rikkyo, St. Margaret's Junior College, a Escola Americana no Japão e St. Luke's International Hospital encontravam-se todos neste distrito.
De 1875 a 1890, a delegação dos Estados Unidos também ocupou um local em Tsukiji, hoje ocupado pelo complexo St. Luke's Garden.

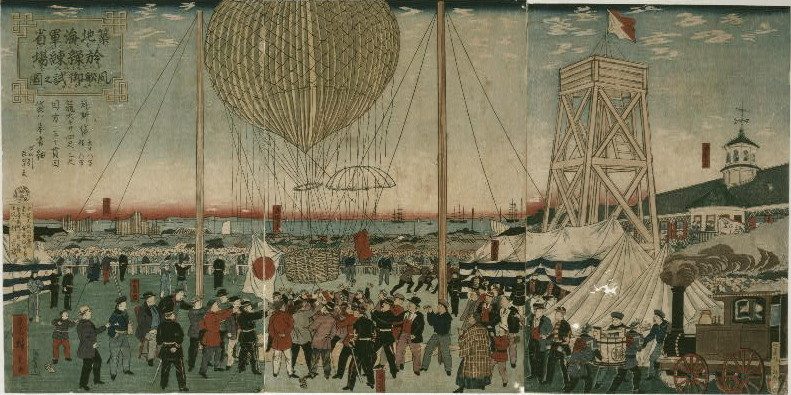
Demonstração de balão de ar quente da Academia Naval de Tsukiji (1877) Hiroshige III

Tsukiji também foi o local, desde 1869, das instalações de treinamento técnico  da Marinha Imperial Japonesa, renomeada em 1876 como Academia Naval Imperial Japonesa. Em 1888, a Academia Naval foi realocada de Tsukiji para instalações novas e maiores em Etajima, na província de Hiroshima. As construções navais de Tsukiji próximas à Ponte Akibashi então tornaram-se o lar, até 1923, do Colégio Naval de Guerra, um colégio para pós-graduação de oficiais navais experientes.
O grande terremoto de Kanto de 1923, em 1º de setembro de 1923, e os incêndios resultantes que surgiram depois causaram grandes danos por todo o centro de Tóquio. Uma porção significante do distrito de Tsukiji foi incendiado, sendo que o antigo mercado de peixes de Nihonbashi foi destruído. Na reestruturação de toda a cidade que se segui após o terremoto, o mercado de peixes de Nihonbashi foi realocado para o distrito de Tsukiji, e após a construção de um mercado moderno, reabriu em 1935.

## Locais de interesse

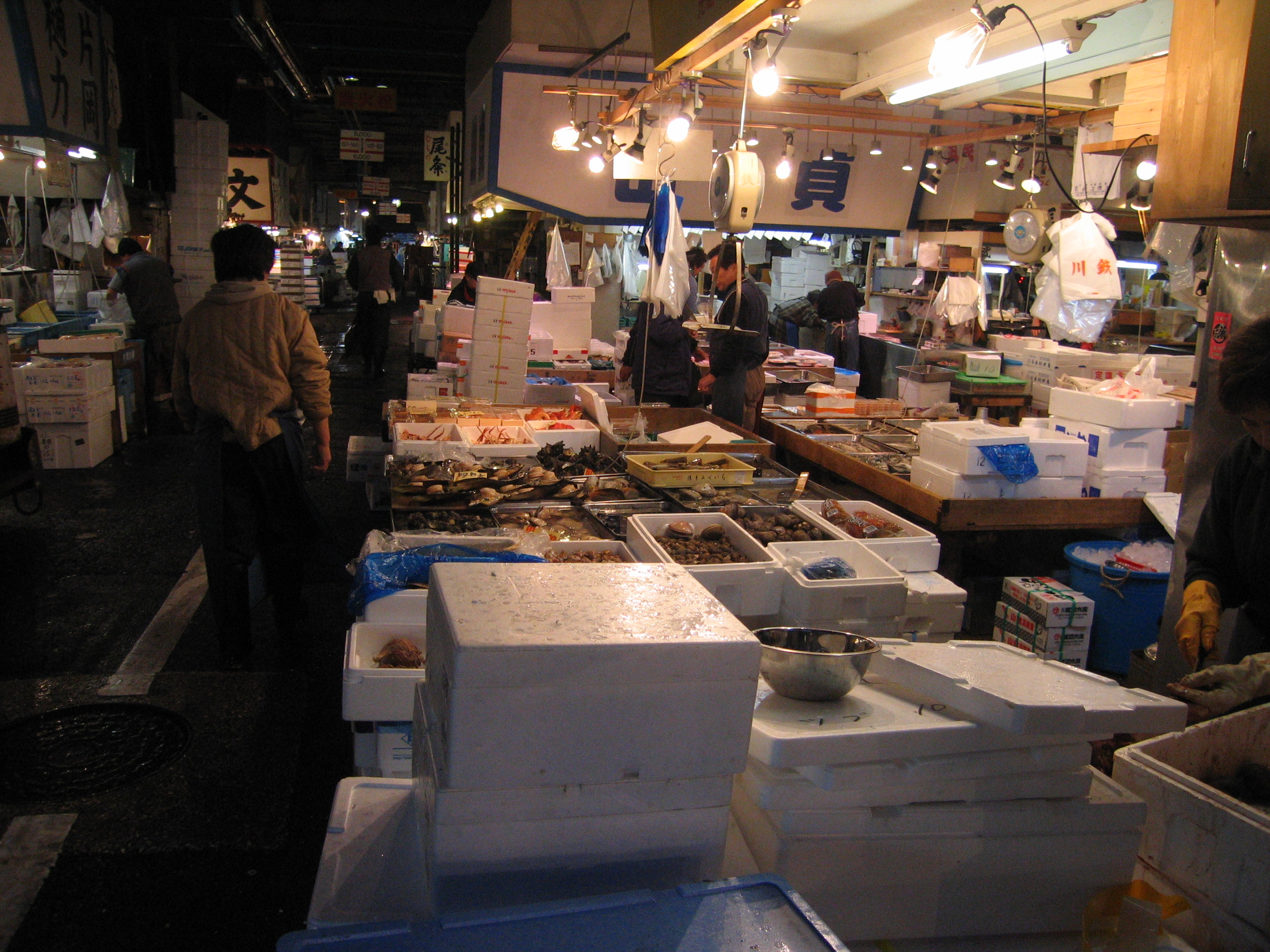
Mercado de peixes de Tsukiji

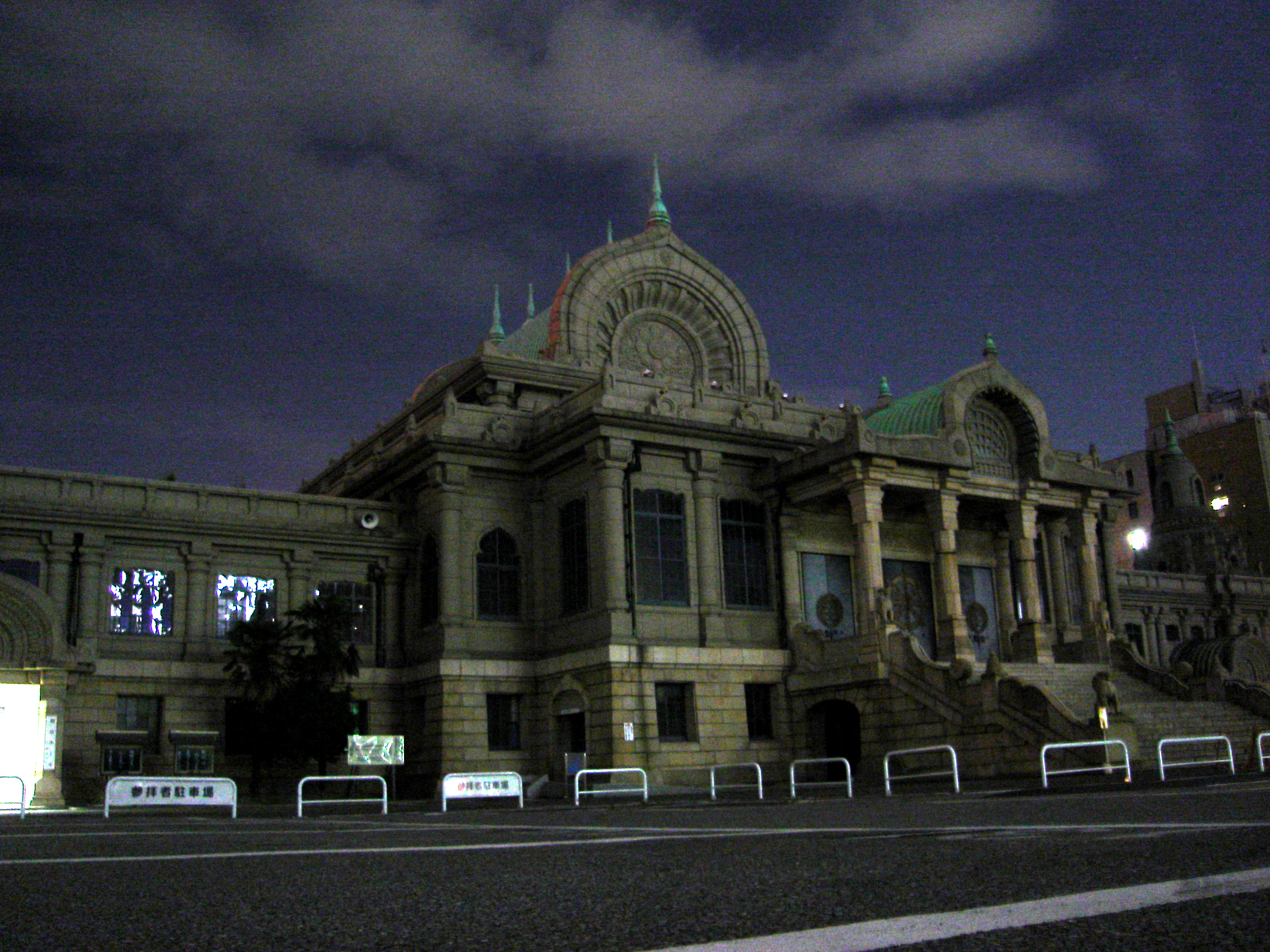
Tsukiji Hongan-ji

- Para muitos residentes e turistas em Tóquio, o Mercado Atacadista Central, mais conhecido como mercado de peixes de Tsukiji é sinônimo de sushi, sashimi e produtos de frutos do mar de todos os tipos. Enquanto o mercado interior nas primeiras horas do dia tem acesso restrito e é muito mais um local de trabalho para os atacadistas, os muitos pequenos restaurantes, lojas de fornecimento para restaurantes e operações de varejo no mercado exterior ainda atuam como um grande destino turístico culinário. Tsukiji é o maior mercado de peixes do mundo, lidando com mais de 2 mil toneladas de 450 tipos de frutos do mar diariamente. [1]
- Tsukiji Hongan-ji, um templo chave da seita Jōdo Shinshū do budismo. Dentro do templo está um pequeno memorial para falecido astro do rock hide.
- O Rio Sumida, à margem de Tsukiji, tem acesso aos pedestre ao norte pela Ponte Kachidoki.
- Ruelas silenciosas de Tsukiji ainda apresentam algumas propriedades mais antigas e lojas com telhas de cobre usadas no início do período Showa como um meio de exibição de riqueza e decoração arquitetônica distintiva.[2]
- St. Luke's Garden, um dos edifícios mais altos de Tóquio, contendo escritórios, um hotel, acomodações residenciais. É parte do campus do Hospital Internacional de St. Luke.

## Galeria

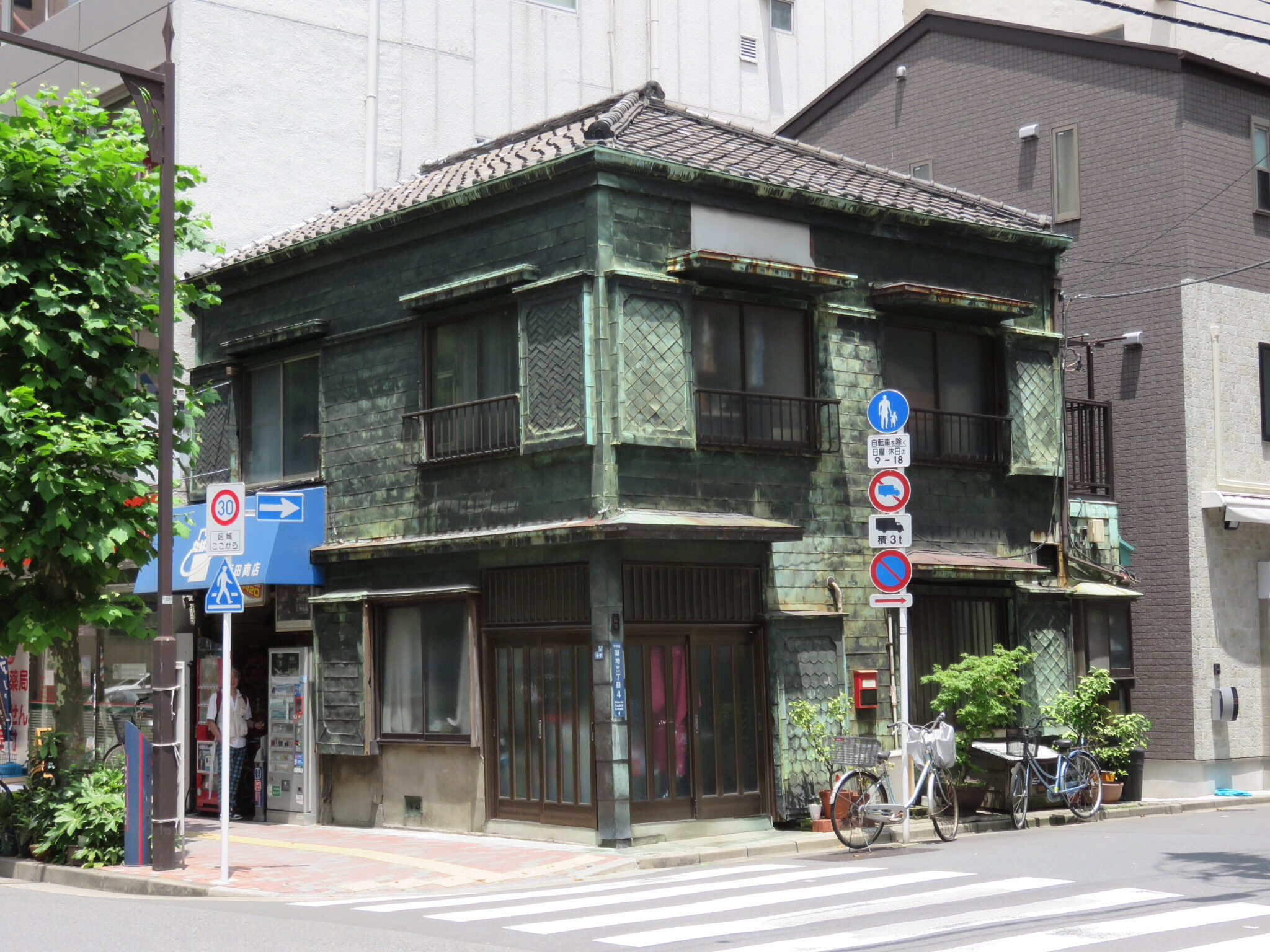
Loja com parede de cobre em Tsukiji
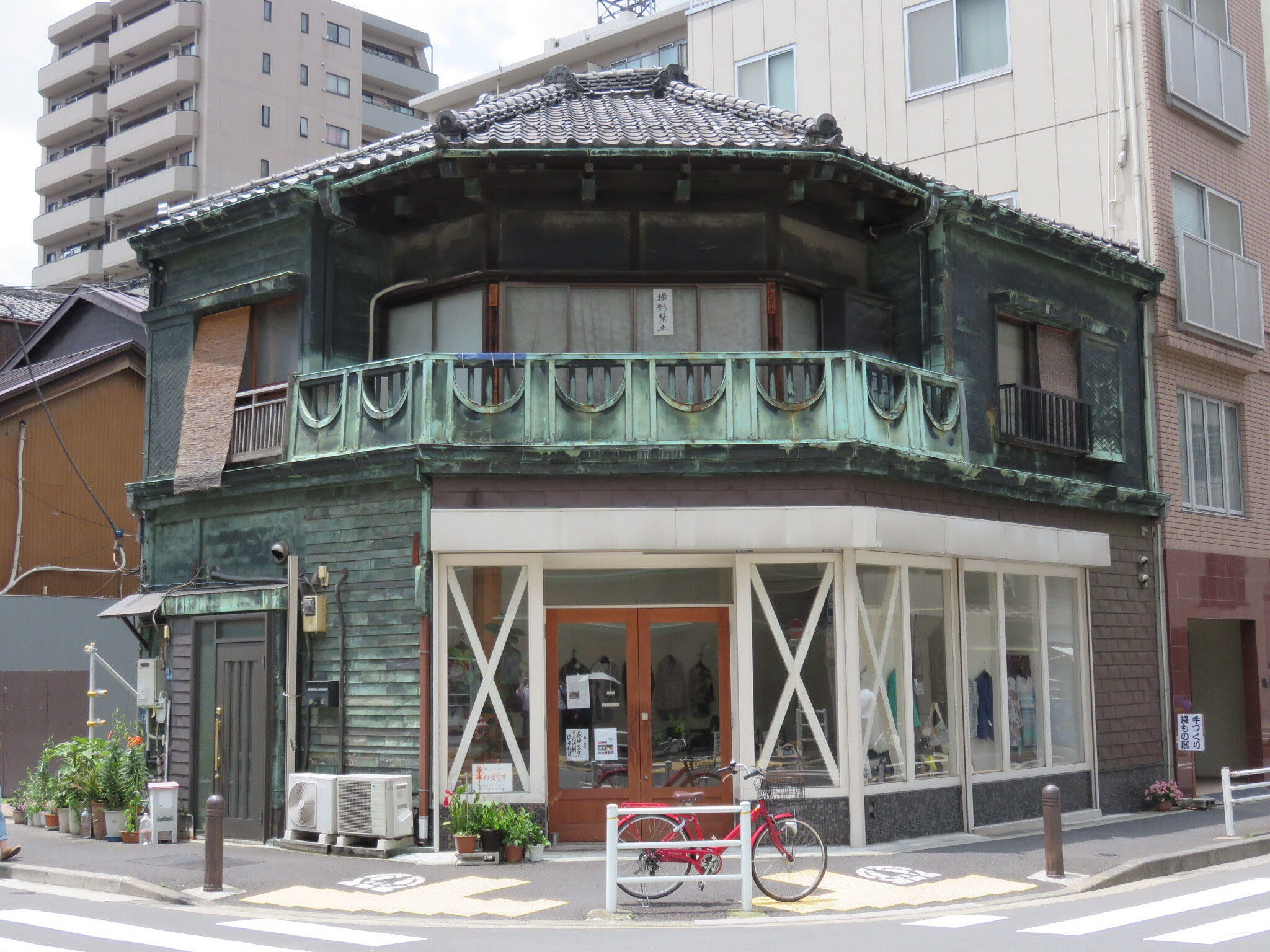
Loja em Tsukiji com parede e varanda de cobre
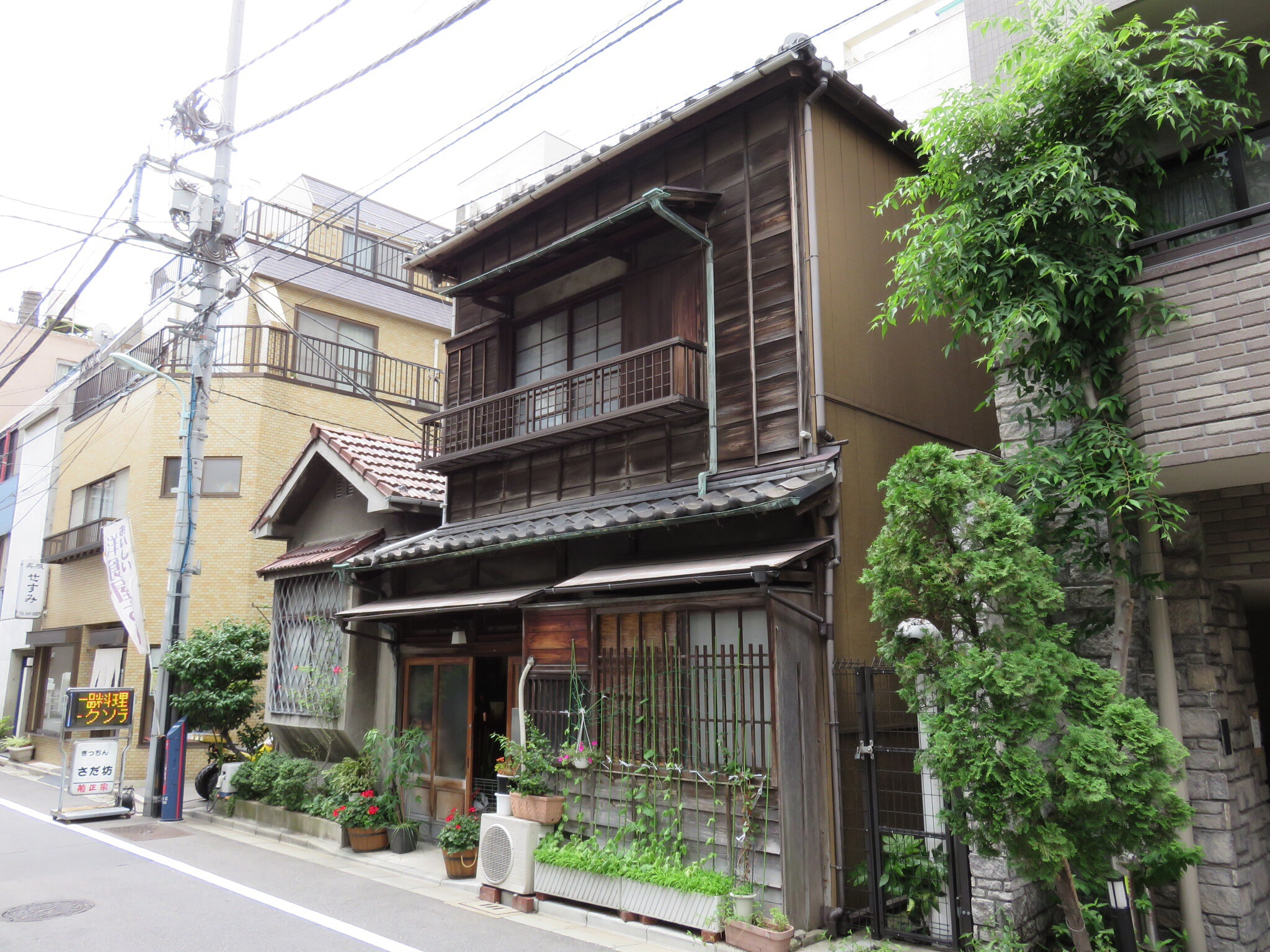
Ruela de Tsukiji

## Empresas instaladas em Tsukiji

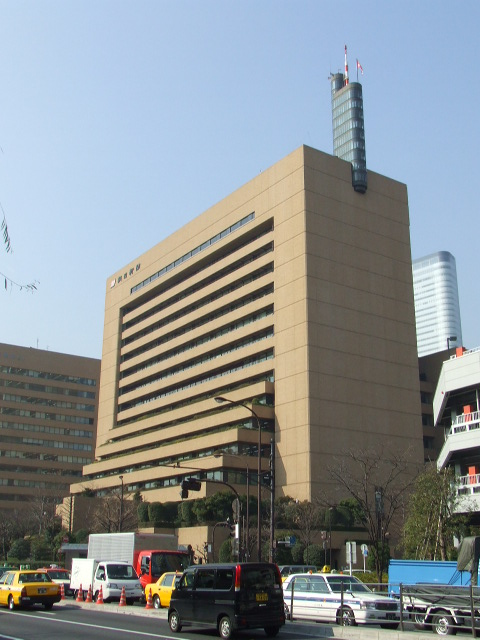
Sede da Asahi Shimbun em Tsukiji

- Asahi Shimbun[3]
- Asatsu-DK[4]
- Nihon Ad Systems[5]
- NTT Data
- Shochiku

## Estações de metrô
- Estação Tsukijishijō na Linha Toei Ōedo
- Estação de Tsukiji na Linha Tokyo Metro Hibiya
- Estação Shintomicho na Linha Tokyo Metro Yurakucho
- Próximo a Shinbashi e Ginza